# Xã Benville, Quận Beltrami, Minnesota
Xã Benville (tiếng Anh: Benville Township) là một xã thuộc quận Beltrami, tiểu bang Minnesota, Hoa Kỳ. Năm 2010, dân số của xã này là 86 người.